# عجیب‌الخلقه (فیلم)
عجیب‌الخلقه (به انگلیسی: The Freak) فیلمی ناتمام از چارلی چاپلین با بازی ویکتوریا چاپلین است.